# Eurovisiesongfestival 1986
Het Eurovisiesongfestival 1986 was het eenendertigste Eurovisiesongfestival en vond plaats op 3 mei 1986 in Bergen, Noorwegen.
Het programma werd gepresenteerd door Åse Kleveland.
Van de 20 deelnemende landen won België met het nummer J'aime la vie, uitgevoerd door Sandra Kim.
Dit lied kreeg 176 punten, 15,2% van het totale aantal punten en 77,2% van de maximale score.
Met 140 punten werd Zwitserland tweede, gevolgd door Luxemburg op de derde plaats met 117 punten.
De gastvrouw voor de avond was Åse Kleveland, die in 1966 3de werd voor Noorwegen.

## Interludium
Tijdens het tellen van de stemmen traden Sissel Kyrkjebø en Steinar Ofsdal op.

## Puntentelling

### Stemstructuur
Net als het voorgaande jaar werden in de nationale jury punten toegekend aan elk liedje. Het liedje met het meest aantal stemmen kreeg twaalf punten, de tweede keus kreeg tien punten en de derde plaats tot en met tiende plaats kregen acht tot en met één punten. Stemmen op het eigen land was niet toegestaan.

### Score bijhouden
De score werd bijgehouden op een scorebord dat in de zaal hing. Het bord was qua indeling een kopie van het scoreoverzicht van vorig jaar.
De landen stonden in het Engels op het bord.
Voor de naam was de vlag en een extra cijfer-vak te zien.
Achter elk land stond het totale aantal punten.
De gegeven punten werden gelijk bij het totaal van het land opgeteld.
De presentatrice stond op het podium, schuin voor het scorebord.
Het land dat de punten aan het doorgeven was, was herkenbaar doordat op het vlakje voor de naam een rondje (de "bovenkant van de 8") te zien was.
Tussen het opbellen werd de tussenstand op het scorebord zichtbaar. Nadat een land alle punten had gegeven verscheen een cijfer dat de rangorde in te tussenstand aangaf voor de naam van het land in het extra cijfer-vak. Eerst de top vijf en na een paar seconden de gehele stand. Bovendien was de naam van het land dat op dat moment de leiding had verlicht.

### Stemmen
Het bellen van de landen ging op volgorde van deelname.
Het geven van de punten gebeurde in volgorde van laag naar hoog.
De vertegenwoordiger van het land noemde het land en het aantal punten in het Engels of Frans.
De presentatrice herhaalde dit in de taal waarin de punten gegeven werden
om daarna beide gegevens in de andere taal te herhalen.
Daarbij werd zowel in het Engels als het Frans points gebruikt.

### Beslissing
Denemarken gaf de beslissende stem voor de winnaar: met 152 punten was België niet meer in te halen door Zwitserland, dat 29 punten minder had toen er nog maar twee landen hoefden te stemmen.

### Resultaat
| Plaats | Land                | Taal       | Artiest                     | Lied                             | Punten |
| ------ | ------------------- | ---------- | --------------------------- | -------------------------------- | ------ |
| 1      | België              | Frans      | Sandra Kim                  | J'aime la vie                    | 176    |
| 2      | Zwitserland         | Frans      | Daniela Simmons             | Pas pour moi                     | 140    |
| 3      | Luxemburg           | Frans      | Sherisse Laurence           | L'amour de ma vie                | 117    |
| 4      | Ierland             | Engels     | Luv Bug                     | You can count on me              | 96     |
| 5      | Zweden              | Zweeds     | Lasse Holm & Monica Törnell | E' de' det här du kallar kärlek? | 78     |
| 6      | Denemarken          | Deens      | Trax                        | Du er fuld af løgn               | 77     |
| 7      | Verenigd Koninkrijk | Engels     | Ryder                       | Runner in the night              | 72     |
| 8      | Duitsland           | Duits      | Ingrid Peters               | Über die Brücke geh'n            | 62     |
| 9      | Turkije             | Turks      | Klips ve Onlar              | Halley                           | 53     |
| 10     | Spanje              | Spaans     | Cadillac                    | Valentino                        | 51     |
| 11     | Joegoslavië         | Kroatisch  | Doris Dragović              | Željo moja                       | 49     |
| 12     | Noorwegen           | Noors      | Ketil Stokkan               | Romeo                            | 44     |
| 13     | Nederland           | Nederlands | Frizzle Sizzle              | Alles heeft een ritme            | 40     |
| 14     | Portugal            | Portugees  | Dora                        | Não sejas mau para mim           | 28     |
| 15     | Finland             | Fins       | Kari Kuivalainen            | Never the end                    | 22     |
| 16     | IJsland             | IJslands   | ICY                         | Gleðibankinn                     | 19     |
| 17     | Frankrijk           | Frans      | Cocktail Chic               | Européennes                      | 13     |
| 18     | Oostenrijk          | Duits      | Timna Brauer                | Die Zeit ist einsam              | 12     |
| 19     | Israël              | Hebreeuws  | Moti Giladi & Sarai Tzuriel | Yavoh yom                        | 7      |
| 20     | Cyprus              | Grieks     | Elpida                      | Tora zo                          | 4      |

### Terugkerende artiesten
| Land       | Artiest                      | Plaats | Eerdere deelname                 | Plaats toen |
| ---------- | ---------------------------- | ------ | -------------------------------- | ----------- |
| Cyprus     | Elpida                       | 20     | Griekenland 1979                 | 8           |
| Denemarken | John Hatting (deel van Trax) | 6      | Denemarken 1982 (deel van Brixx) | 17          |

### Nationale keuzes
In Joegoslavië waren Seid Memić-Vajta en Daniel er bij in de preselectie. Dan Duskey van The Duskeys, die in 1982 voor Ierland zongen, trad nu aan bij A Song for Europe in de groep Palace. In Turkije was Nilüfer van de groep Nazar erbij (Eurovisiesongfestival 1978), nu zong ze solo. Véronique Müller (ESF '72) probeerde opnieuw deel te nemen in Zwitserland, nu in de groep Lily Lilas. Ook in Israël een solo: Yehuda Tamir van de groep Milk & Honey werd vierde bij Kdam. Linda Martin, die twee jaar eerder nog als tweede eindigde, was nu vierde in de Ierse preselectie. In Duitsland herkansten Dschinghis Khan (ESF '79) en Joy Fleming (ESF '75). De vorige twee Finse deelnemers Kirka en Sonja Lumme namen deel aan de preselectie. In Portugal deed Fatima Padinha van de groep Doce en Gemini mee.

### Terugkerende landen
- Joegoslavië (zie ook Joegoslavië op het Eurovisiesongfestival)
- Nederland (zie ook Nederland op het Eurovisiesongfestival)

### Debuterende landen
- IJsland (zie ook IJsland op het Eurovisiesongfestival)

### Terugtrekkende landen
- Griekenland (zie ook Griekenland op het Eurovisiesongfestival)
- Italië (zie ook Italië op het Eurovisiesongfestival)

### Kaart

Deelnemende landen
Landen die al meegedaan hebben maar niet meedoen

### Trivia
De uitzending in Nederland werd verzorgd door de Veronica Omroep Organisatie, toen nog een publieke omroep. De NOS was namens de VOO wel verantwoordelijk.